# NGC 7152
NGC 7152 ist eine Balken-Spiralgalaxie vom Hubble-Typ SBb im Sternbild Piscis Austrinus am Südsternhimmel. Sie ist schätzungsweise 294 Millionen Lichtjahre von der Milchstraße entfernt. Die Entfernungsmessungen basierend auf den Radialgeschwindigkeiten stimmen nicht mit den rotverschiebungsunabhängigen Entfernungsschätzungen von 250 ± 26 Millionen Lichtjahren überein.
Das Objekt wurde am 18. August 1835 von John Herschel entdeckt.